# Cycle Juglar
Un cycle Juglar (ou un cycle de Juglar, ou cycle majeur) est un cycle économique d'entre 5 et 11 ans. On l'appelle aussi cycle des affaires. Il est découvert en 1862 par Clément Juglar. L'analyse des cycles Juglar montre des oscillations dans les flux d'investissements dans le capital fixe des entreprises. 

## Histoire

### La cyclicité comme objet d'études antérieures
La cyclicité de l'économie fait l'objet de spéculations et de débats dans le monde académique au XIXe siècle. Karl Marx fait partie des premiers penseurs du cycle : dans son Manifeste du parti communiste, il évoque un retour périodique des crises commerciales, qui, à chaque fois, met en cause de manière plus menaçant l'ensemble de la société bourgeoise. La périodicité des crises, d'environ dix ans, correspond au cycle de renouvellement du capital fixe. John Stuart Mill dans ses Principes d'économie politique de 1848 parle aussi des « crises commerciales » et leur caractère « presque périodique ».

### Les découvertes de Juglar
Clément Juglar découvre le premier l'existence d'un cycle court dans son ouvrage Les crises commerciales et leur retour périodique en France en Angleterre et aux États-Unis, sortie en 1862. Il y a étudie en détail les premières crises du XIXe siècle et notamment celles de 1810, 1818, 1825, 1830, 1837, 1847, 1857, 1867, 1882, 1891. En exploitant les courbes des prix et l'évolution du crédit, l'auteur montre que la crise décennale est due principalement aux dérèglements périodiques du crédit. Il met les banques au centre de l'explication des crises dites alors « commerciales ».  
Le cycle qu'il remarque est en trois phases asymétriques : la prospérité, la crise, la liquidation. Les moteurs sont le crédit et la spéculation, qui tendent les ressorts de l'économie d'un extrême à l'autre :  
- la phase de prospérité (entre 3 et 7 ans) voit l'augmentation des prix et de la quantité d'escompte, parallèlement à une décroissance des réserves métalliques. Cette phase est marquée par une euphorie et une confiance élevée, qui provoque des anticipations excessives sur les futurs gains ;
- la crise (quelques semaines) survient par surprise. Les anticipations excessives de la phase précédente ne trouvent pas de débouchés réels. Le renversement commence : les emprunteurs emprunts essaient d'escompter leurs créances afin de tenir leurs engagements, les portefeuilles des banques augmentent dramatiquement, les réserves métalliques s'effondrent, donc les banques augmentent leur taux d'intérêt et coupent le robinet du crédit, et donc font chuter les investissements ;
- la liquidation (entre 18 mois et 2 ans) est déclenchée par la nécessité des investisseurs de se résoudre à vendre, même à perte. Les entreprises se retrouvent avec des capitaux sans rentabilité et des excès de stocks. L'économie entame une période de déflation marquée par les faillites à la chaîne ; la confiance disparaît, les affaires s'effondrent. Le ralentissement engendré par la liquidation est la conséquence directe de la période de la spéculation issue de la phase de prospérité. Les prix et les taux d'intérêt faibles provoquent une reprise de l'investissement et de l'activité, qui assainit l'économie à nouveau.

## Recherches ultérieures

### Observations postérieures de cycles Juglar
Les recherches récentes employant l'analyse spectrale ont confirmé la présence de cycles Juglar dans la dynamique du PIB mondial.
L'économiste Alvin Hansen a observé douze cycles de type Juglar entre 1837 et 1937 aux États-Unis. Ils ont duré en moyenne 8,33 années, cependant entre 1857 et 1937, leur durée moyenne baisse à 8 ans.
Joseph Schumpeter sera un lecteur de Juglar et écrira des années plus tard, dans Le Cycle des affaires (1939), que Juglar « a préparé le terrain pour bâtir l’analyse moderne du cycle économique », en développant une approche au sein de laquelle « le ‘cycle’ a définitivement supplanté la ‘crise’ ». Il critique cependant le « retard terminologique de Juglar ».

### Explications alternatives
Par la suite, d'autres économistes ont tenté d'expliquer la dynamique des cycles Juglar. William Nordhaus, prix de la banque de Suède en sciences économiques en mémoire d'Alfred Nobel 2018, décrit dans son cycle politico-économique que le cycle Juglar reflète l'intervention, expansionniste ou rigoriste de l'État. En voulant se faire réélire, l'État fait preuve de volontarisme monétaire et budgétaire se traduisant par des baisses d'impôts ou des subventions, engendrant ainsi une phase d'expansion. Après l'élection, l'État devant retrouver un niveau de dépense public pour le moins décent instaure une rigueur monétaire, engendrant ainsi la phase de récession du cycle Juglar.

## Liste des cycles Juglar

### Liste réalisée par Juglar
| En France | Phase       | Escompte | Réserve métallique | Circulation |             |     |    |   |
| --------- | ----------- | -------- | ------------------ | ----------- | ----------- | --- | -- | - |
| 1800      | Phase       | Escompte | Réserve métallique | Circulation | Liquidation | 111 | 25 | 8 |
| 1804      | Crise       | 630      | 1                  | 79          |             |     |    |   |
| 1805      | Liquidation | 255      | 83                 | 48          |             |     |    |   |
| 1810      | Crise       | 715      | 32                 | 117         |             |     |    |   |
| 1811      | Liquidation | 391      | 124                | 54          |             |     |    |   |
| 1813      | Crise       | 640      |                    | 133         |             |     |    |   |
| 1814      | Liquidation | 84       | 5                  | 10          |             |     |    |   |
| 1818      | Crise       | 615      | 34                 | 126         |             |     |    |   |
| 1820      | Liquidation | 253      | 218                | 79          |             |     |    |   |
| 1826      | Crise       | 688      | 86                 | 251         |             |     |    |   |
| 1828      | Liquidation | 427      | 238                | 156         |             |     |    |   |
| 1830      | Crise       | 617      | 104                | 238         |             |     |    |   |
| 1832      | Liquidation | 150      | 281                | 192         |             |     |    |   |
| 1836      | Crise       | 760      | 89                 | 241         |             |     |    |   |
| 1839      | Crise       | 1047     | 249                | 234         |             |     |    |   |
| 1841      | Liquidation | 885      | 169                | 169         |             |     |    |   |
| 1847      | Crise       | 1327     | 57                 | 311         |             |     |    |   |
| 1849      | Liquidation | 256      | 629                |             |             |     |    |   |
| 1857      | Crise       | 2085     | 72                 | 649         |             |     |    |   |
| 1859      | Liquidation | 1414     | 287                |             |             |     |    |   |

| En Angleterre | Phase       | Escompte | Réserve métallique | Circulation |             |   |   |    |
| ------------- | ----------- | -------- | ------------------ | ----------- | ----------- | - | - | -- |
| 1800          | Phase       | Escompte | Réserve métallique | Circulation | Liquidation | 6 | 6 | 15 |
| 1803          | Crise       | 10       | 3                  | 17          |             |   |   |    |
| 1804          | Liquidation | 9        | 7                  |             |             |   |   |    |
| 1810          | Crise       | 20       | 3                  | 24          |             |   |   |    |
| 1812          | Liquidation | 12       |                    | 23          |             |   |   |    |
| 1815          | Crise       | 14       | 2                  | 28          |             |   |   |    |
| 1817          | Liquidation | 3        | 11                 | 29          |             |   |   |    |
| 1819          | Crise       | 6        | 3                  |             |             |   |   |    |
| 1821          | Liquidation | 2        | 11                 | 23          |             |   |   |    |
| 1826          | Crise       | 4        | 2                  | 25          |             |   |   |    |
| 1827          | Liquidation | 1        | 10                 |             |             |   |   |    |
| 1829          | Crise       | 3        | 6                  | 19          |             |   |   |    |
| 1830          | Liquidation | 1        |                    |             |             |   |   |    |
| 1837          | Crise       | 15       | 4                  | 18          |             |   |   |    |
| 1839          | Crise       | 12       | 2                  | 17          |             |   |   |    |
| 1841          | Liquidation | 7        | 16                 | 22          |             |   |   |    |
| 1847          | Crise       | 38,3     | 8                  | 17          |             |   |   |    |
| 1849          | Liquidation | 4        | 22                 | 23          |             |   |   |    |
| 1857          | Crise       | 49,1     | 6                  | 22          |             |   |   |    |

### En France
La survenue régulière de crises générales tous les huit à dix ans est observé depuis environ 200 ans. Les auteurs de ces théories postulent qu'elles auraient été déjà présentes bien avant, mais le caractère presque totalement agricole des économies en rendait l'explication différente.
Pour la France la séquence suivante serait 1867, 1882, 1891, 1907, guerre de 1914, 1921, 1931-32, guerre de 1940, 1952, 1963, 1974, 1983, 1993, 2002, 2008.
À partir du début du XXe siècle, la périodicité est ajustée avec celle de l'Europe. En général la crise commence aux États-Unis et se propage dans les 18 mois suivants à l'Europe.

### Aux États-Unis
Pour les États-Unis, Hansen, dans Business cycles and national income, évoque les pics de dépression suivants : 1876, 1885, 1896 1908, 1921, 1932, 1938.
Pour l'après-guerre les grands creux sont aux États-Unis : 1952, 1958, 1972, 1982, 1992, 2001, 2008-2010.